# Le Bonheur d'Elza
Pour plus de détails, voir Fiche technique et Distribution.
Le Bonheur d'Elza est un long métrage français réalisé par la Guadeloupéenne Mariette Monpierre et sorti en France le 11 avril 2011.

## Fiche technique
- Titre original  : Le Bonheur d'Elza
- Titre anglais  : Elza
- Réalisation : Mariette Monpierre
- Scénario : Mama Keïta, Mariette Monpierre
- Photographie : Rémi Mazet, Benjamin Echazaretta
- Musique originale : David Fackeure, Max Surla
- Ingénieur du son : Bertrand Faure
- Montage : Jérôme Raim, Virginie Danglades
- Décors : Dominique Ladal
- Maquillage : Corinne Bisso
- Lieu de tournage :  Guadeloupe
- Sociétés de distribution : 
  -  États-Unis - 2011 - Salles : Creatively Speaking
  -  États-Unis - 2012 - Salles : Autonomous Entertainment
  -  Monde - 2012 - Vidéo-VOD : Prescreen
- Production : Eric Basset, Mama Keita
- Sociétés de production : Tu vas voir Productions, Aztec Musique, OverEasy Productions
- Pays :  France
- Langue : français
- Genre : drame
- Format : couleur - 16:9 HD
- Durée : 78 min
- Dates de sortie : 
  -  France : 11 avril 2011
  -  États-Unis : 17 septembre 2011

## Distribution
- Stana Roumillac : Elza
- Vincent Byrd Le Sage : M. Désiré
- Christophe Cherki : Bernard
- Sophie Berger : Mme Désiré
- Teddy Doloir : Jean-Luc
- Eva Constant : Caroline
- Jihane Botreau-Roubel : Marie
- Auriana Annonay : Christine
- Mariette Monpierre : Bernadette
- Nancy Fleurival : la maîtresse de M. Désiré
- Michel Reinette : l'orateur à l'église
- Yvon Potier : le banquier
- Chris Mouss : l'infirmière
- Grégory Blaineau : le vendeur à scooter
- Jack Dugan : Jack
- Laurence Joseph : la prostituée

## Commentaires
- Le Bonheur d'Elza est le premier long métrage de fiction réalisé par une Guadeloupéenne.